# Cicurina bryantae
Cicurina bryantae es una especie de araña araneomorfa del género Cicurina, familia Hahniidae. Fue descrita científicamente por Exline en 1936.
Habita en los Estados Unidos (Apalaches del sur).